# 뱀의 길 (2024년 영화)
"뱀의 길"(일본어: 蛇の道)은 2024년 개봉한  프랑스의 범죄 스릴러 영화이다. 구로사와 기요시가 감독과 각본을 맡았으며, 기요시의 1998년 동명 영화의 프랑스 리메이크 작품이다.